# 鶴江の渡し

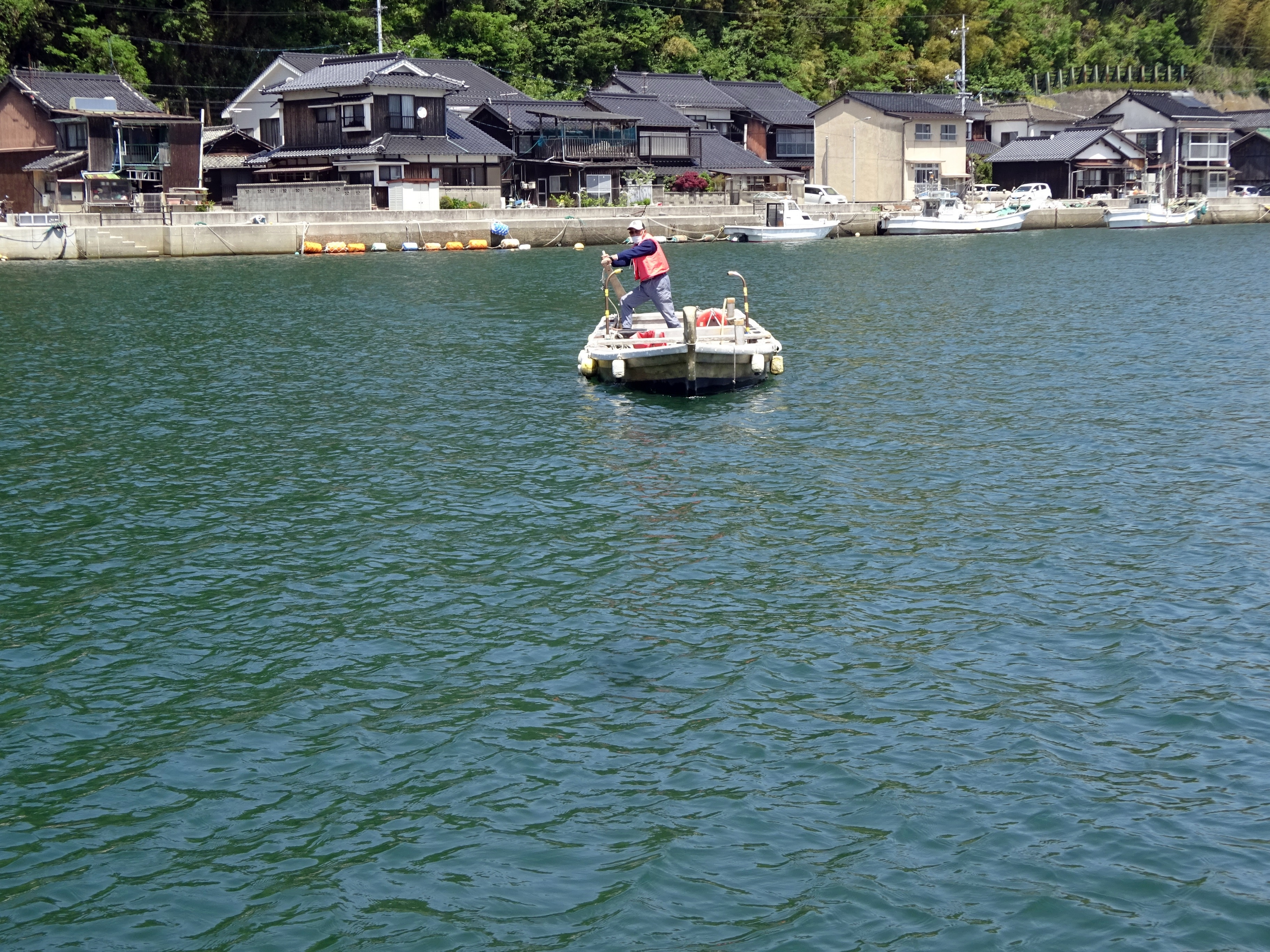
鶴江の渡し

鶴江の渡し（つるえのわたし）は、山口県萩市の鶴江地区と浜崎地区の間にある松本川河口近くの両岸（約80m）を結ぶ萩市営の渡し船である。正式名称は市道浜崎鶴江線。無料で乗船することができる。

## 概要

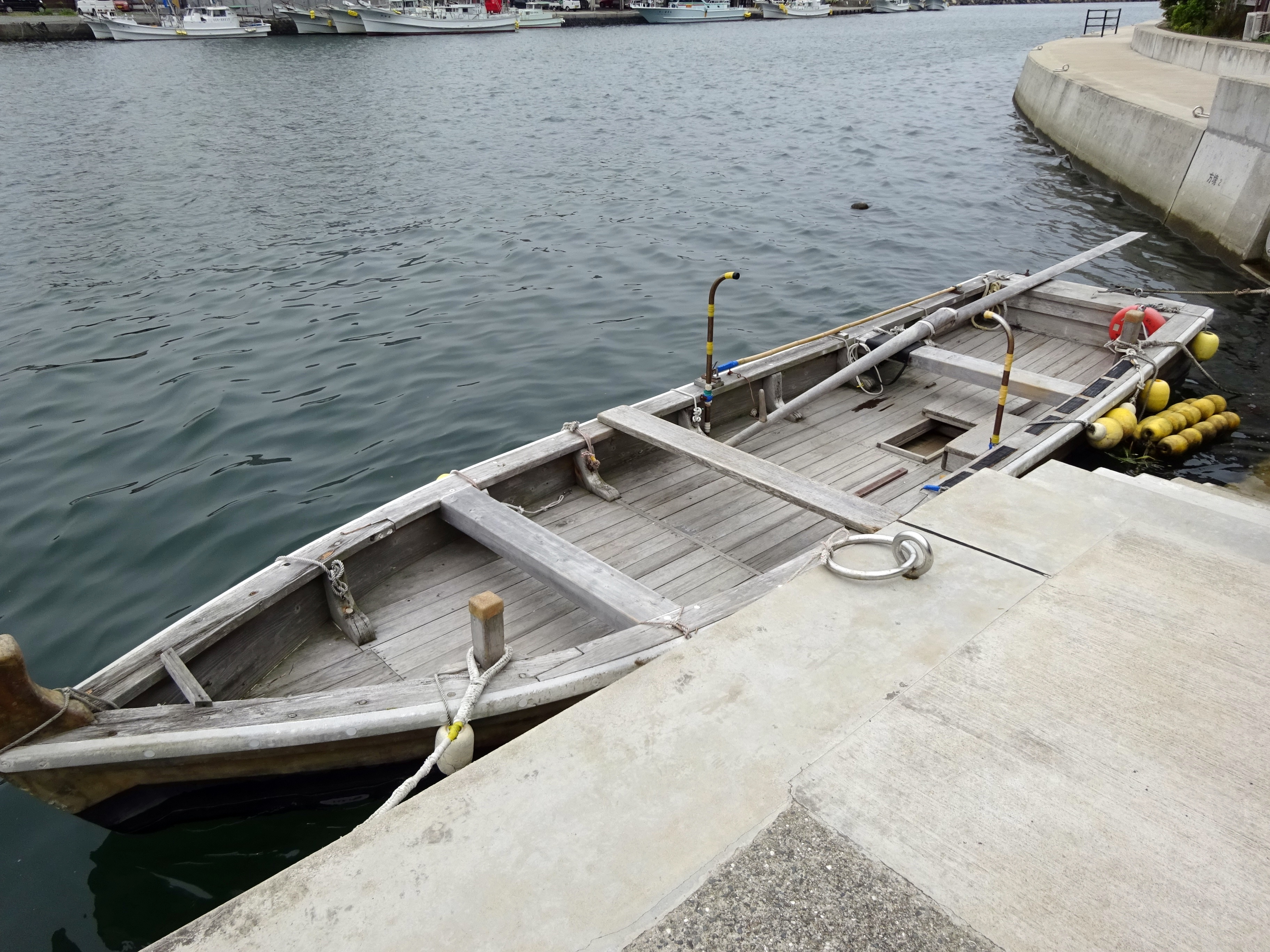
使用される木造船

かつて鶴江台は地続きであったが、毎年のように起きる松本川の洪水対策と舟運の利便を図るため、1855年（安政2年）に13代藩主毛利敬親が鶴江台と長添山との間に4年の歳月をかけて姥倉運河を開削した。そのため、藩政時代から離島状態になっている鶴江台と萩市の市街地との間を結んでいる。鶴江地区と浜崎地区の間には現在でも橋がなく、歩くとかなり迂回することになるため約20～30分かかる。全国的にも珍しい手漕ぎ操船となっている。一丁櫓和船タイプの木造船で、2003年（平成15年）3月に新造された。
古くは、上・中・下の3か所の渡し船を利用することで、鶴江や鶴江台東部の香川津に渡ることができた。その後、1955年（昭和30年）平和橋が完成し、下の1か所の渡し船のみが残された。これが現在に残る「鶴江の渡し」である。

## 運航データ

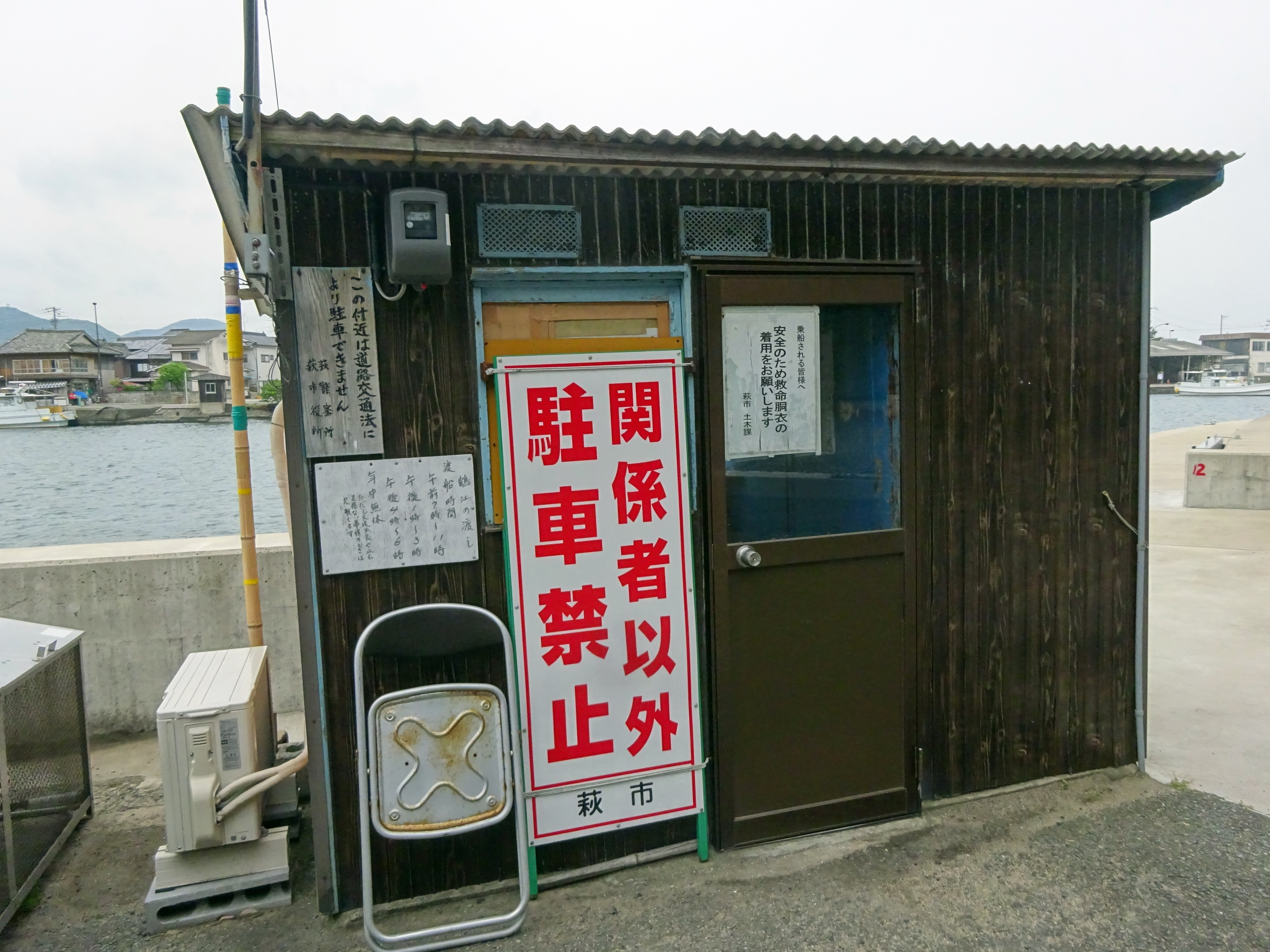
鶴江台側乗り場と運航員詰所

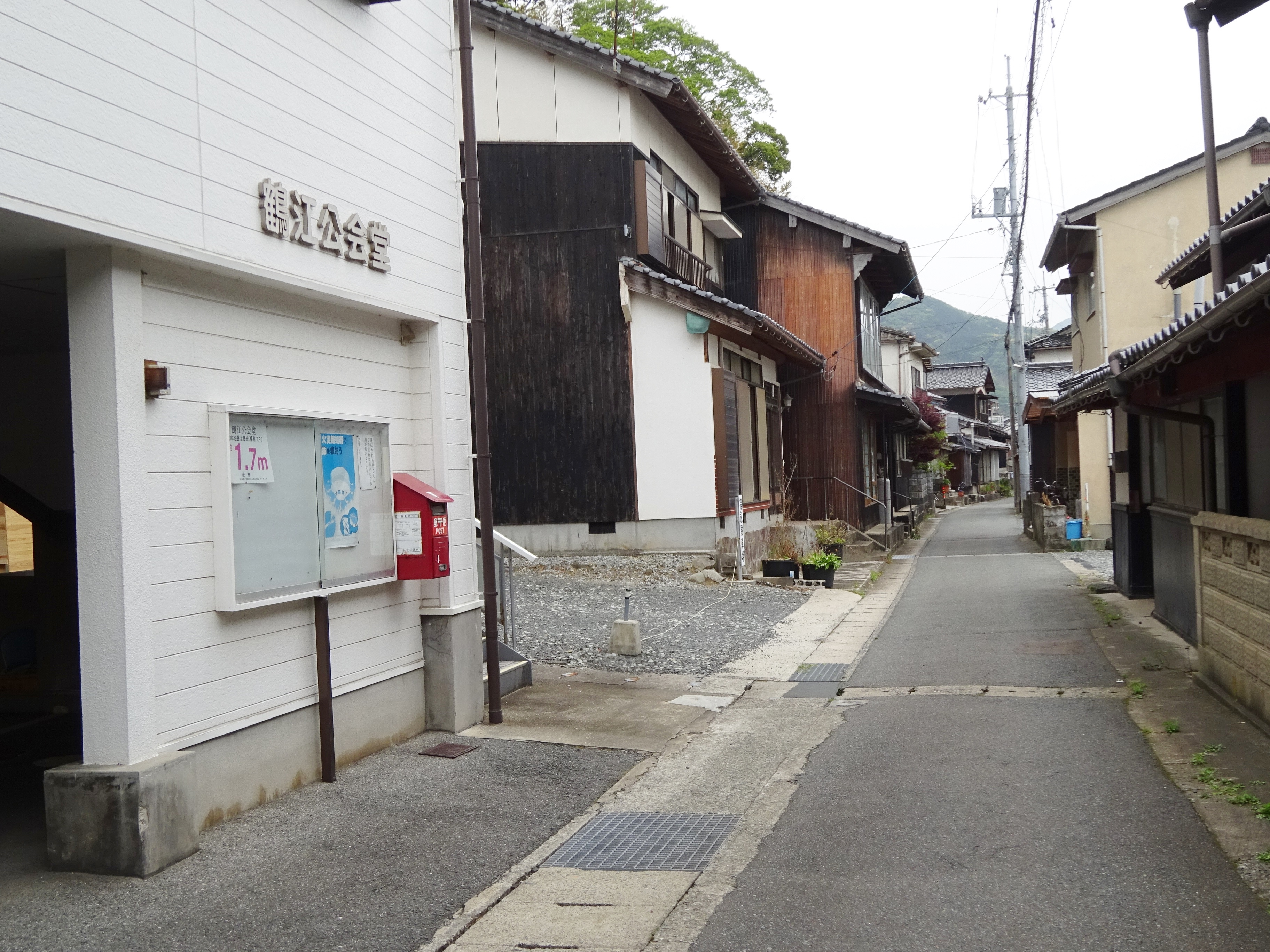
鶴江台の街並み

- 運航時間：①7:00～11:00 ②13:00～15:00 ③16:00～18:00
- 定員：若干名（救命胴衣着用・自転車も乗船可）
- 運休日：毎月第1、3日曜日（船点検日）・例年2月中旬の約2週間（船体補修）※河川の増水・強風など運航に支障きたす場合は臨時運休となる。その際は鶴江側に赤い旗が掲げられる[4]。
- 利用料金：無料

## 乗船場へのアクセス

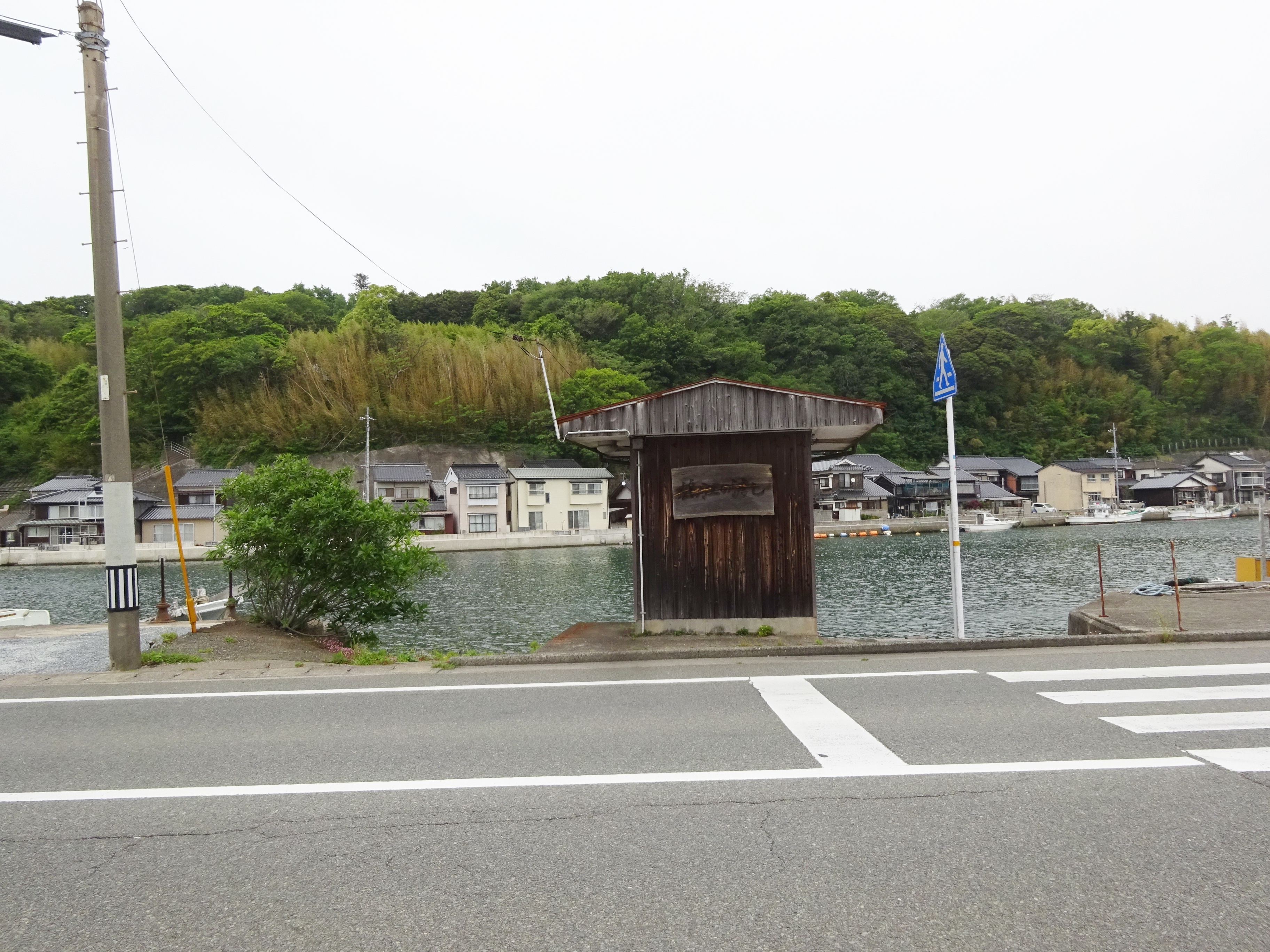
浜崎側待合所

- 萩循環まぁーるバス（東回り）御船倉入り口バス停下車すぐ、（西回り） 定期船のりば入り口バス停下車徒歩約5分（いずれも浜崎地区）